# Brattleboro
Brattleboro és una població dels Estats Units a l'estat de Vermont. Segons el cens del 2000 tenia 12.005 habitants.

## Demografia
Segons el cens del 2000, Brattleboro tenia 12.005 habitants, 5.364 habitatges, i 2.880 famílies. La densitat de població era de 144,9 habitants per km².
Per edats la població es repartia de la següent manera: un 22,3% tenia menys de 18 anys, un 6,6% entre 18 i 24, un 29,2% entre 25 i 44, un 25,3% de 45 a 60 i un 16,6% 65 anys o més.
L'edat mediana era de 40 anys. Per cada 100 dones de 18 o més anys hi havia 79,9 homes.
La renda mediana per habitatge era de 31.997 $ i la renda mediana per família de 44.267 $. Els homes tenien una renda mediana de 31.001 $ mentre que les dones 25.329 $. La renda per capita de la població era de 19.554 $. Entorn del 9,2% de les famílies i el 13,1% de la població estaven per davall del llindar de pobresa.

## Personatges il·lustres
- Jody Williams (1950 -) Mestra. Premi Nobel de la Pau de l'any 1997.